# 다니엘 오베르

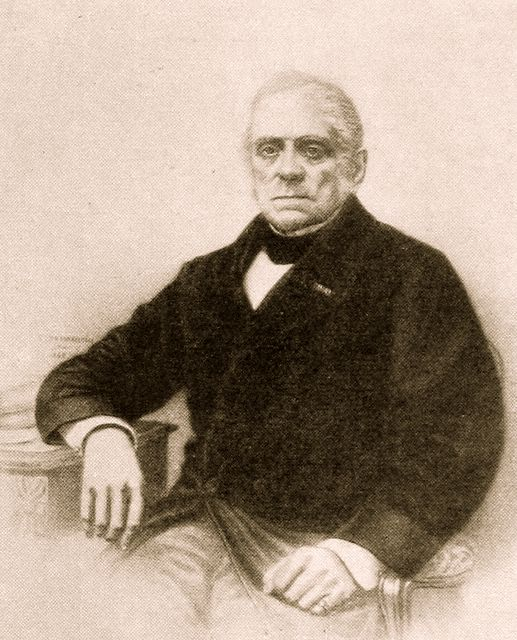
다니엘 프랑수아 에스프리 오베르

다니엘 프랑수아 에스프리 오베르(Daniel François Esprit Auber, 1782년 1월 29일 ~ 1871년 5월 13일)는 프랑스의 오페라 작곡가이다.